# Problemas del Desarrollo. Revista Latinoamericana de Economía
Problemas del Desarrollo. Revista Latinoamericana de Economía es una revista trimestral científica y arbitrada. Es el órgano oficial del Instituto de Investigaciones Económicas de la Universidad Nacional Autónoma de México, atento a la propuesta de sus fundadores, recibe todas las interpretaciones teóricas que con rigor científico, pretendan analizar las diferentes dificultades planteadas por el desarrollo económico, a fin de generar crítica, refutación y reconocer desacuerdos entre predicciones como cualquier teoría científica es capaz de hacerlo. Los artículos académicos de la revista pueden ser consultados en su totalidad bajo el esquema de acceso abierto bajo la plataforma Open Journal System.

## Historia
Desde la publicación del primer número de la revista en octubre-diciembre de 1969 hasta el día de hoy, el objetivo fundamental ha sido reflexionar y discutir la problemática en torno al desarrollo económico. Las diferentes plumas que han colaborado en la publicación a lo largo de cuatro décadas han intentado encontrar un rumbo propio a la teoría del desarrollo desde diferentes enfoques críticos a la ortodoxia. En esta nueva etapa de Problemas del Desarrollo. Revista Latinoamericana de Economía, los esfuerzos se dirigen específicamente al análisis de los paradigmas del curso de la economía en el espacio del pensamiento latinoamericano.
La historia es larga y el testimonio de la revista habla per se de la labor realizada por los directores que han dirigido la publicación:
| Director                           | Periodo                   |
| ---------------------------------- | ------------------------- |
| Mtro. Fernando Carmona de la Peña  | 1969 a 1974               |
| Lic. Arturo Bonilla Sánchez        | 1974 a 1980               |
| Mtro. José Luis Ceceña Gámez       | 1980 a 1985               |
| Lic. Fausto Burgueño Lomelí        | enero a diciembre de 1986 |
| Dr. Alfredo Guerra Borges          | 1987 a 1989               |
| Dr. Salvador Rodríguez y Rodríguez | 1990 a 1998               |
| Dra. Leticia Campos Aragón         | 1998 a 2002               |
| Dra. Esther Iglesias Lesaga        | 2002 a 2010               |
| Dra. Alicia Girón González         | 2010 a 2018               |
| Dr. Moritz Alberto Cruz Blanco     | junio de 2018 a la fecha  |

## Comité editorial
El Comité editorial lo conforman los siguientes especialistas:
- Lilian Albornoz (Universidad Autónoma de Yucatán, México)
- Edmund Amann (University of Leiden, Holanda)
- Sophié Ávila (Universidad Nacional Autónoma de México)
- Flor Brown (Universidad Nacional Autónoma de México)
- Ha-Joon Chang (University of Cambridge, Inglaterra)
- Juan Manuel Corona (Universidad Autónoma Metropolitana-Xochimilco, México)
- Moritz Cruz (Universidad Nacional Autónoma de México)
- Jayati Ghosh (University of Massachusetts Amherst, Estados Unidos)
- Ilene Grabel (University of Denver, Estados Unidos)
- Carlos Alberto Ibarra (Universidad de las Américas-Puebla, México)
- Peter Kriesler (University of New South Wales, Australia)
- Juan Carlos Moreno-Brid (Universidad Nacional Autónoma de México)
- Isalia Nava (Universidad Nacional Autónoma de México)
- Codrina Rada (University of Utah, EU)
- Martín Rapetti (Universidad de Buenos Aires, Argentina)
- Miguel Santiago Reyes  (Universidad Iberoamericana, México)
- Isaac Leobardo Sánchez (Universidad Autónoma de Ciudad Juárez, México)
- Felipe Torres (Universidad Nacional Autónoma de México)
- Matías Vernengo (Bucknell University, Estados Unidos)

## Impacto
Problemas del Desarrollo.Revista Latinoamericana de Economía forma parte de relevantes índices, directorios y bases de datos nacionales e internacionales, entre los que destacan:
- La Biblioteca Científica Electrónica en Línea[1] SciELO México
- Red Sistema Regional de Información en línea para Revistas Científicas de América Latina, el Caribe, España y Portugal (Redalyc)[2]
- SCImago Journal & Country Rank.[3]
- Dimensions-Digital Science[4]
- Latin America Research Commons-Latin American Studies Association (LARC-LASA)[4]
- Sistema de Clasificación de Revistas Mexicanas de Ciencia y Tecnología del CONACYT[5]
- Science Direct de Elsevier[6]

## Proceso de evaluación
Los artículos académicos que se publican en Problemas del Desarrollo, Revista Latinoamericana de Economía son inéditos y esencialmente productos de investigación con resultados relevantes para el estudio de los problemas del desarrollo y subdesarrollo. Los materiales que se publican son sometidos al arbitraje anónimo (doble ciego) de destacados especialistas en el tema.

## Reconocimientos
Problemas del Desarrollo. Revista Latinoamericana de Economía otorga cada año el Premio de Investigación Económica Maestro Jesús Silva Herzog, en homenaje a la memoria del fundador del Instituto de Investigaciones Económicas.
Se hace acreedor a dicho Premio el mejor artículo publicado en Problemas del Desarrollo en su volumen anual. Los artículos son evaluados por un Jurado, convocado por el director de la revista, bajo los criterios siguientes: rigor analítico y metodológico, sustento empírico y bibliográfico, aportaciones y contribuciones de importancia y relevancia del tema estudiado.